# Cubas håndboldlandshold (damer)
Cubas håndboldlandshold for kvinder er det kvindelige landshold i håndbold for Cuba. Det repræsenterer landet i internationale håndboldturneringer. De reguleres af Federación Cubana de Balonmano.
Holdet deltog ved VM 1999, 2011 og 2015.